# Бужанский, Максим Аркадьевич
Максим Аркадьевич Бужанский (укр. Максим Аркадійович Бужанський; род 24 ноября 1974, Днепропетровск, УССР, СССР) — украинский политик, писатель и публицист. Депутат Верховной Рады IX-го созыва от партии «Слуга народа».

## Биография
Родился в еврейской семье, родители были инженерами, дед Моисей Юрьевич Бужанский воевал в составе 34-го отдельного гвардейского танкового полка прорыва. Среднее образование получил в местной школе № 79. В 1992—1997 годах учился в Днепропетровском институте инженеров железнодорожного транспорта по специальности «Мосты и транспортные тоннели» (инженер-градостроитель).
С 2017 по 2020 год являлся соавтором и ведущим политических программ на телеканале ZIK, с 2020 по 2022 год — на телеканале «Украина 24». Менеджер, постоянный участник фестиваля блогеров.
Награждён медалью «За заслуги перед городом» от Днепровского городского совета.
Кандидат в народные депутаты от партии «Слуга народа» на парламентских выборах 2019 года (избирательный округ № 25, Чечеловский район, часть Амур-Нижнеднепровского района города Днепра). На время выборов: менеджер ООО «Арна», проживает в Днепре. Беспартийный.
Член Комитета Верховной рады по вопросам правоохранительной деятельности.
Избран по многомандатному округу № 25. Член депутатской фракции политической партии «Слуга народа».
На этапе подготовки к местным выборам 2020 года Бужанского назначили председателем днепровской городской организации политической партии «Слуга народа».
7 декабря 2020 года включён в список украинских физических лиц, против которых российским правительством введены санкции.

## Законотворческая деятельность
Является автором закона о предотвращении и противодействии антисемитизму в Украине. Согласно документу, к проявлениям антисемитизма относятся среди прочего призывы к убийству евреев и его оправдание, отрицание Холокоста, умышленное уничтожение зданий и культовых для евреев сооружений. Документ предусматривает, что лицо, пострадавшее от проявлений антисемитизма, будет иметь право на возмещение морального и материального вреда, а виновные будут привлечены к гражданско-правовой и уголовной ответственности. 22 сентября 2021 года Верховная Рада приняла закон во втором чтении. Законопроект поддержали все фракции и депутатские группы Рады, кроме партий «Европейская солидарность» и «Голос». 7 октября 2021 года закон подписан президентом Украины Владимиром Зеленским.
Также Максим Бужанский является автором закона о добровольном воинском учете для женщин. 7 октября 2022 года закон был принят Верховной Радой. Законопроект появился после того, как вступил в силу приказ Министерства обороны Украины, расширяющий список профессий женщин, которым надо обязательно становиться на воинский учет. Документ распространялся на женщин, работающих в сфере библиотечного дела, музыкального искусства, науки, банковского дела и других сфер. На сайте Офиса президента Украины появилась петиция за отмену приказа, которая набрала 25 тысяч голосов всего за 4 дня.
Единственный депутат Верховной рады Украины проголосовавший против переноса празднования Дня Победы с 9 на 8 мая.

## Критика
По словам руководителя УИНП В. М. Вятровича, М. А. Бужанский является «В. В. Колесниченко нового разлива».

## Публикации
- Бужанский М. А. История мира в 88 главах. Изд-во: «Фолио», 2017. ISBN 978-966-03-7943-5.
- Бужанский М. А. История для ленивых. Изд-во: «Фолио», 2018. ISBN 978-966-03-8180-3.